# Seznam zápasů italské fotbalové reprezentace na MS
Italská fotbalová reprezentace byla celkem 18x na mistrovstvích světa ve fotbale a to v roce 1934, 1938, 1950, 1954, 1962, 1966, 1970, 1974, 1978, 1982, 1986, 1990, 1994, 1998, 2002, 2006, 2010, 2014.
- Aktualizace po MS 2014 - Počet utkání - 84 - Vítězství - 43x - Remízy - 19x - Prohry - 22x

| Číslo | Soupeř         | Výsledek              | MS      | Fáze turnaje               | Góly Itálie                                                                                                 |
| ----- | -------------- | --------------------- | ------- | -------------------------- | --- |
| 1.    | USA            | 7 – 1                 | MS 1934 | první kolo                 | Angelo Schiavio (3), Raimundo Orsi (2), Giovanni Ferrari, Giuseppe Meazza                                   |
| 2.    | Španělsko      | 1 – 1 (PP)            | MS 1934 | čtvrtfinále                | Giovanni Ferrari                                                                                            |
| 3.    | Španělsko      | 1 – 0                 | MS 1934 | opakovaný zápas            | Giuseppe Meazza                                                                                             |
| 4.    | Rakousko       | 1 – 0                 | MS 1934 | semifinále                 | Enrico Guaita                                                                                               |
| 5.    | Československo | 2 – 1 (PP)            | MS 1934 | finále                     | Raimundo Orsi, Angelo Schiavio                                                                              |
| 6.    | Norsko         | 2 – 1 (PP)            | MS 1938 | první kolo                 | Pietro Ferraris, Silvio Piola                                                                               |
| 7.    | Francie        | 3 – 1                 | MS 1938 | čtvrtfinále                | Gino Colaussi, Silvio Piola (2)                                                                             |
| 8.    | Brazílie       | 2 – 1                 | MS 1938 | semifinále                 | Gino Colaussi, Giuseppe Meazza (penalta)                                                                    |
| 9.    | Maďarsko       | 4 – 2                 | MS 1938 | finále                     | Gino Colaussi (2), Silvio Piola (2)                                                                         |
| 10.   | Švédsko        | 2 – 3                 | MS 1950 | základní skupina 3         | Riccardo Carapellese, Ermes Muccinelli                                                                      |
| 11.   | Paraguay       | 2 – 0                 | MS 1950 | základní skupina 3         | Riccardo Carapellese, Egisto Pandolfini                                                                     |
| 12.   | Švýcarsko      | 1 – 2                 | MS 1954 | základní skupina D         | Giampiero Boniperti                                                                                         |
| 13.   | Belgie         | 4 – 1                 | MS 1954 | základní skupina D         | Egisto Pandolfini (penalta), Carlo Galli, Amleto Frignani, Benito Lorenzi                                   |
| 14.   | Švýcarsko      | 1 – 4                 | MS 1954 | dodatečný zápas o postup   | Fulvio Nesti                                                                                                |
| 15.   | SRN            | 0 – 0                 | MS 1962 | základní skupina B         | Ne |
| 16.   | Chile          | 0 – 2                 | MS 1962 | základní skupina B         | Ne |
| 17.   | Švýcarsko      | 3 – 0                 | MS 1962 | základní skupina B         | Bruno Mora, Giacomo Bulgarelli (2)                                                                          |
| 18.   | Chile          | 2 – 0                 | MS 1966 | základní skupina D         | Sandro Mazzola, Paolo Barison                                                                               |
| 19.   | Sovětský svaz  | 0 – 1                 | MS 1966 | základní skupina D         | Ne |
| 20.   | Severní Korea  | 0 – 1                 | MS 1966 | základní skupina D         | Ne |
| 21.   | Švédsko        | 1 – 0                 | MS 1970 | základní skupina B         | Angelo Domenghini                                                                                           |
| 22.   | Uruguay        | 0 – 0                 | MS 1970 | základní skupina B         | Ne |
| 23.   | Izrael         | 0 – 0                 | MS 1970 | základní skupina B         | Ne |
| 24.   | Mexiko         | 4 – 1                 | MS 1970 | čtvrtfinále                | Javier Guzmán (vlastní MEX), Luigi Riva, Gianni Rivera                                                      |
| 25.   | SRN            | 4 – 3                 | MS 1970 | semifinále                 | Roberto Boninsegna, Tarcisio Burgnich, Luigi Riva, Gianni Rivera                                            |
| 26.   | Brazílie       | 1 – 4                 | MS 1970 | finále                     | Roberto Boninsegna                                                                                          |
| 27.   | Haiti          | 3 – 1                 | MS 1974 | základní skupina 4         | Gianni Rivera, Romeo Benetti, Pietro Anastasi                                                               |
| 28.   | Argentina      | 1 – 1                 | MS 1974 | základní skupina 4         | Roberto Perfumo (vlastní ARG)                                                                               |
| 29.   | Polsko         | 1 – 2                 | MS 1974 | základní skupina 4         | Fabio Capello                                                                                               |
| 30.   | Francie        | 2 – 1                 | MS 1978 | základní skupina 1         | Paolo Rossi, Renato Zaccarelli                                                                              |
| 31.   | Maďarsko       | 3 – 1                 | MS 1978 | základní skupina 1         | Paolo Rossi, Roberto Bettega, Romeo Benetti                                                                 |
| 32.   | Argentina      | 1 – 0                 | MS 1978 | základní skupina 1         | Roberto Bettega                                                                                             |
| 33.   | SRN            | 0 – 0                 | MS 1978 | Semifinálová fáze - sku. A | Ne |
| 34.   | Rakousko       | 1 – 0                 | MS 1978 | základní skupina 1         | Paolo Rossi                                                                                                 |
| 35.   | Nizozemsko     | 1 – 2                 | MS 1978 | základní skupina 1         | Ernie Brandts                                                                                               |
| 36.   | Brazílie       | 1 – 2                 | MS 1978 | o 3. místo                 | Franco Causio                                                                                               |
| 37.   | Polsko         | 0 – 0                 | MS 1982 | základní skupina 1         | Ne |
| 38.   | Peru           | 1 – 1                 | MS 1982 | základní skupina 1         | Bruno Conti                                                                                                 |
| 39.   | Kamerun        | 1 – 1                 | MS 1982 | základní skupina 1         | Francesco Graziani                                                                                          |
| 40.   | Argentina      | 2 – 1                 | MS 1982 | 2 skup. fáze - skup. C     | Marco Tardelli, Antonio Cabrini                                                                             |
| 41.   | Polsko         | 2 – 0                 | MS 1982 | semifinále                 | Paolo Rossi (2)                                                                                             |
| 42.   | SRN            | 3 – 1                 | MS 1982 | finále                     | Paolo Rossi, Marco Tardelli, Alessandro Altobelli                                                           |
| 43.   | Bulharsko      | 1 – 1                 | MS 1986 | základní skupina A         | Alessandro Altobelli                                                                                        |
| 44.   | Argentina      | 1 – 1                 | MS 1986 | základní skupina A         | Alessandro Altobelli (penalta)                                                                              |
| 45.   | Jižní Korea    | 3 – 2                 | MS 1986 | základní skupina A         | Alessandro Altobelli (2), Cho Kwang-Rae (vlastní KOR)                                                       |
| 46.   | Francie        | 0 – 2                 | MS 1986 | osmifinále                 | Ne |
| 47.   | Rakousko       | 1 – 0                 | MS 1990 | základní skupina A         | Salvatore Schillaci                                                                                         |
| 48.   | USA            | 1 – 0                 | MS 1990 | základní skupina A         | Giuseppe Giannini                                                                                           |
| 49.   | Československo | 2 – 0                 | MS 1990 | základní skupina A         | Salvatore Schillaci, Roberto Baggio                                                                         |
| 50.   | Uruguay        | 2 – 0                 | MS 1990 | osmifinále                 | Salvatore Schillaci, Aldo Serena                                                                            |
| 51.   | Irsko          | 1 – 0                 | MS 1990 | čtvrtfinále                | Salvatore Schillaci                                                                                         |
| 52.   | Argentina      | 1 – 1 (PP) (pen. 3-4) | MS 1990 | semifinále                 | Salvatore Schillaci penalty: Franco Baresi, Roberto Baggio, Luigi De Agostini                               |
| 53.   | Anglie         | 2 – 1                 | MS 1990 | o 3. místo                 | Roberto Baggio, Salvatore Schillaci (penalta)                                                               |
| 54.   | Irsko          | 0 – 1                 | MS 1994 | základní skupina E         | Ne |
| 55.   | Norsko         | 1 – 0                 | MS 1994 | základní skupina E         | Dino Baggio                                                                                                 |
| 56.   | Mexiko         | 1 – 1                 | MS 1994 | základní skupina E         | Daniele Massaro                                                                                             |
| 57.   | Nigérie        | 2 – 1                 | MS 1994 | osmifinále                 | Roberto Baggio (1 + 1 penalta)                                                                              |
| 58.   | Španělsko      | 2 – 1                 | MS 1994 | čtvrtfinále                | Dino Baggio, Roberto Baggio                                                                                 |
| 59.   | Bulharsko      | 2 – 1                 | MS 1994 | semifinále                 | Roberto Baggio (2)                                                                                          |
| 60.   | Brazílie       | 0 – 0 (PP) (pen. 2-3) | MS 1994 | finále                     | penalty: Demetrio Albertini, Alberico Evani                                                                 |
| 61.   | Chile          | 2 – 2                 | MS 1998 | základní skupina B         | Christian Vieri, Roberto Baggio (penalta)                                                                   |
| 62.   | Kambodža       | 3 – 0                 | MS 1998 | základní skupina B         | Luigi Di Biagio, Christian Vieri (2)                                                                        |
| 63.   | Rakousko       | 2 – 1                 | MS 1998 | základní skupina B         | Christian Vieri, Roberto Baggio                                                                             |
| 64.   | Norsko         | 1 – 0                 | MS 1998 | osmifinále                 | Christian Vieri                                                                                             |
| 65.   | Francie        | 0 – 0 (PP) (pen. 3-4) | MS 1998 | čtvrtfinále                | penalty: Roberto Baggio, Demetrio Albertini, Alessandro Costacurta                                          |
| 66.   | Ekvádor        | 2 – 0                 | MS 2002 | základní skupina G         | Christian Vieri (2)                                                                                         |
| 67.   | Chorvatsko     | 1 – 2                 | MS 2002 | základní skupina G         | Christian Vieri                                                                                             |
| 68.   | Mexiko         | 1 – 1                 | MS 2002 | základní skupina G         | Alessandro Del Piero                                                                                        |
| 69.   | Jižní Korea    | 1 – 2                 | MS 2002 | osmifinále                 | Christian Vieri                                                                                             |
| 70.   | Ghana          | 2 – 0                 | MS 2006 | základní skupina E         | Andrea Pirlo, Vincenzo Iaquinta                                                                             |
| 71.   | USA            | 1 – 1                 | MS 2006 | základní skupina E         | Alberto Gilardino                                                                                           |
| 72.   | Česko          | 2 – 0                 | MS 2006 | základní skupina E         | Marco Materazzi, Filippo Inzaghi                                                                            |
| 73.   | Austrálie      | 1 – 0                 | MS 2006 | osmifinále                 | Francesco Totti (penalta)                                                                                   |
| 74.   | Ukrajina       | 3 – 0                 | MS 2006 | čtvrtfinále                | Gianluca Zambrotta, Luca Toni                                                                               |
| 75.   | Německo        | 2 – 0 (PP)            | MS 2006 | semifinále                 | Fabio Grosso, Alessandro Del Piero                                                                          |
| 76.   | Francie        | 1 – 1 (PP) (pen. 5-3) | MS 2006 | finále                     | Marco Materazzi penalty: Andrea Pirlo, Marco Materazzi, Daniele De Rossi, Alessandro Del Piero Fabio Grosso |
| 77.   | Mexiko         | 1 – 1                 | MS 2010 | základní skupina E         | |
| 78.   | Mexiko         | 1 – 1                 | MS 2006 | základní skupina E         | |
| 79.   | Paraguay       | 1 – 1                 | MS 2010 | základní skupina F         | Daniele De Rossi                                                                                            |
| 80.   | Nový Zéland    | 1 – 1                 | MS 2010 | základní skupina F         | Vincenzo Iaquinta (penalta)                                                                                 |
| 81.   | Slovensko      | 2 – 3                 | MS 2010 | základní skupina F         | Antonio Di Natale, Fabio Quagliarella                                                                       |
| 82.   | Anglie         | 2 – 1                 | MS 2014 | základní skupina D         | Claudio Marchisio, Mario Balotelli                                                                          |
| 83.   | Kostarika      | 0 – 1                 | MS 2014 | základní skupina D         | Ne |
| 84.   | Uruguay        | 0 – 1                 | MS 2014 | základní skupina D         | Ne |